# Hans Wetterström
Hans Rolf Wetterström (Nyköping, 11 de diciembre de 1923-Nyköping, 17 de noviembre de 1980) fue un deportista sueco que compitió en piragüismo en la modalidad de aguas tranquilas.
Participó en tres Juegos Olímpicos de Verano entre los años 1948 y 1956, obteniendo dos medallas, oro en Londres 1948 y plata en Helsinki 1952. Ganó cuatro medallas en el Campeonato Mundial de Piragüismo entre los años 1948 y 1954.

## Palmarés internacional
| Juegos Olímpicos   | Juegos Olímpicos       | Juegos Olímpicos | Juegos Olímpicos |
| Año                | Lugar                  | Medalla          | Evento           |
| ------------------ | ---------------------- | ---------------- | ---------------- |
| 1948               | Londres (Reino Unido)  | Medalla de oro   | K2 10 000 m      |
| 1952               | Helsinki (Finlandia)   | Medalla de plata | K2 10 000 m      |
| Campeonato Mundial |                        |                  |                  |
| Año                | Lugar                  | Medalla          | Evento           |
| 1948               | Londres (Reino Unido)  | Medalla de oro   | K4 1000 m        |
| 1950               | Copenhague (Dinamarca) | Medalla de oro   | K2 10 000 m      |
| 1950               | Copenhague (Dinamarca) | Medalla de plata | K4 1000 m        |
| 1954               | Mâcon (Francia)        | Medalla de plata | K4 10 000 m      |